# Memoriał Janusza Kusocińskiego 1998
44. Memoriał Janusza Kusocińskiego – międzynarodowy mityng lekkoatletyczny, który rozegrano 8 września 1998 roku w Warszawie. Areną zmagań sportowców był zmodernizowany stadion Akademii Wychowania Fizycznego. 
W zawodach wzięło udział 133 sportowców z kilkunastu krajów.

## Rezultaty

### Mężczyźni
| Konkurencja                     | 1. miejsce            | 1. miejsce | 2. miejsce          | 2. miejsce | 3. miejsce           | 3. miejsce |
| ------------------------------- | --------------------- | ---------- | ------------------- | ---------- | -------------------- | ---------- |
| Bieg na 100 m                   | Marcin Krzywański     | 10,64      | Piotr Balcerzak     | 10,67      | Marcin Nowak         | 10,75      |
| Bieg na 400 m                   | Alejandro Cárdenas    | 45,64      | Piotr Rysiukiewicz  | 46,09      | Piotr Długosielski   | 46,29      |
| Bieg na 800 m                   | Balázs Korányi        | 1:48,44    | Marcin Fudalej      | 1:48,80    | Wiesław Paradowski   | 1:49,22    |
| Bieg na 3000 m Bieg memoriałowy | Miroslav Vanko        | 7:57,42    | Siergiej Reczko     | 7:58,22    | Rafał Wójcik         | 8:02,20    |
| Bieg na 110 m przez płotki      | Artur Kohutek         | 13,61      | Krzysztof Mehlich   | 13,78      | Staņislavs Olijars   | 14,04      |
| Chód na 5000 m                  | Robert Korzeniowski   | 19:01,28   | Iwan Trocki         | 19:07,42   | Artur Mieleszkiewicz | 19:23,40   |
| Skok wzwyż                      | Wiaczesław Tirtisznik | 2,15       | Piotr Kuszneruk     | 2,15       | Paweł Kępa           | 2,10       |
| Rzut oszczepem                  | Aki Parviainen        | 86,09      | Władimir Sasimowicz | 79,65      | Rajmund Kółko        | 76,64      |

### Kobiety
| Konkurencja                | 1. miejsce             | 1. miejsce | 2. miejsce           | 2. miejsce | 3. miejsce       | 3. miejsce |
| -------------------------- | ---------------------- | ---------- | -------------------- | ---------- | ---------------- | ---------- |
| Bieg na 200 m              | Natalia Sołogub        | 23,78      | Natalia Safronnikowa | 23,80      | Anna Leszczyńska | 24,04      |
| Bieg na 800 m              | Judit Varga            | 2:01,53    | Anna Jakubczak       | 2:01,81    | Natalla Duchnowa | 2:02,41    |
| Bieg na 100 m przez płotki | Anna Leszczyńska       | 13,25      | Urszula Włodarczyk   | 13,75      | Iwona Konrad     | 14,05      |
| Skok o tyczce              | Zsuzsanna Szabó        | 4,32       | Tatiana Grigorieva   | 4,08       | Monika Pyrek     | 4,00       |
| Skok w dal                 | Joanna Kościelny       | 6,33       | Bożena Trzcińska     | 6,29       | Dorota Brodowska | 6,27       |
| Rzut młotem                | Agnieszka Pogroszewska | 62,17      | Sviatlana Sudak      | 61,89      | Ludmiła Gubkina  | 61,52      |